# 만니히 반응
만니히 반응(영어: Mannich reaction)은 유기화학에서 폼알데하이드(H−CHO)와 1차 또는 2차 아민(−NH
2) 또는 암모니아(NH
3)에 의한 카보닐기(C=O) 옆의 산성 양성자의 아미노 알킬화를 포함하는 3성분 유기 반응이다. 최종 생성물은 만니히 염기로도 알려진 β-아미노-카보닐 화합물이다. 알디민과 α-메틸렌 카보닐 사이의 반응은 이러한 이민이 아민과 알데하이드 사이에서 형성되기 때문에 만니히 반응으로도 간주된다. 이 반응은 독일의 화학자인 카를 만니히의 이름을 따서 명명되었다.
|  |

## 같이 보기
- 베티 반응
- 카바치니크-필즈 반응
- 픽텟-스펭글러 반응
- 스톡 엔아민 알킬화
- 나이트로-만니히 반응